# Раздан (станція)
Раздан (вірм. Հրազդան) — залізнична станція в Вірменії, що розташована у місті Раздан марзу Котайк. Станція розташована на ділянці Канакер — Сотк.